# Брод (приток Сырца)
Брод (Рогостинка; укр. Брід) — ручей, левый приток реки Сырец. Расположен на территории Шевченковского района Киева (Украина). Длина — 1,5 км.

## География
Исток ручья расположен в Сырецком дендропарке севернее улицы Владимира Сальского. Протекает с запада на восток севернее бывшего хутора Софиевка (частная застройка по Тираспольской улице).
На ручье расположено заболоченное озеро Корчи (местное Неструйиха), что непосредственно западнее кольцевой железнодорожной линии (участок между станциями Вышгородская и Сырец). В 1970-е годы озеро Корчи было популярным местом отдыха.
Под железнодорожной линией проходит по коллектору, затем протекает по парку Сырецкий гай и меняет направление русла на северо-восточное. Через 350 м впадает в реку Сырец.